# Knut Olivecrona
Samuel Detlof Rudolf Knut Olivecrona, född 7 oktober 1817 på Mässvik, i Bro socken, Värmland, död 2 februari 1905, var en svensk jurist och skriftställare.

## Biografi
Olivecrona var professor i allmän lagfarenhet och romersk rätt vid Uppsala universitet 1852–1867, under läsåret 1861/62 var han rektor för Uppsala universitet. Han var justitieråd 1868–1889 och ledamot av Permanenta skiljedomstolen i Haag från 1902.
Olivecrona är mest känd för sitt engagemang för avskaffandet av dödsstraffet i Sverige, och med sin bok Om dödsstraffet från 1866 (utökad upplaga 1891) gjorde han sig ett namn både inom och utom Sveriges gränser. Sitt engagemang sade han sig ha fått från en upplevelse i sin barndom, då han i samband med en resa längs trakterna kring Örebro på 1830-talet fick se en avrättningsplats i skogen med där kvarvarande steglade kroppar. Han intresserade sig också för förbättringsanstalter för brottsliga och vanartade barn och ungdomar och utgav 1873 två uppmärksammade redogörelser för de franska åkerbrukskolonierna Val-d’Yèvre och Mettray, vilka blev förebild för den 1875 inrättade åkerbrukskolonin Hall vid Södertälje.
Tillsammans med sina kolleger Johan Christofer Lindblad och Per Erik Bergfalk fick han 1855 den så kallade kanslersskrapan, en inofficiell varning av universitetskanslern kronprins Karl.
Han invaldes som ledamot av Kungliga Vetenskapsakademien 11 november 1896.
Knut Olivecronas personarkiv finns på Uppsala universitetsbibliotek, handskrifts- och musikavdelningen.

### Familj
Knut Olivecrona tillhörde ätten Olivecrona. Han gifte sig 1848 med Maria Magdalena "Malla" Schenson, med vilken han fick tre döttrar och en son. Hustrun avled redan 1854 och tre år senare gifte han om sig med skriftställaren och kvinnosakskvinnan Rosalie Roos. I detta äktenskap föddes en dotter, konstnärinnan Eliza Olivecrona, och en son, juristen Axel Olivecrona. Han var farfar till läkaren Herbert Olivecrona och rättsfilosofen Karl Olivecrona.
Knut Olivecrona ligger begravd på Uppsala gamla kyrkogård.